# Mothocya katoi
Mothocya katoi är en kräftdjursart som beskrevs av Nunomura1992. Mothocya katoi ingår i släktet Mothocya och familjen Cymothoidae. Inga underarter finns listade i Catalogue of Life.